# Солнечная (Смоленская область)
Солнечная — деревня в Ярцевском районе Смоленской области России. Входит в состав Репинского сельского поселения.

## Географическое положение
Расположена в северной части области в 41 км к северо-востоку от Ярцева, в 40 км севернее автодороги М1 «Беларусь», на берегу реки Лукашевка. В 42 км южнее деревни расположена железнодорожная станция Милохово на линии Москва — Минск.

## История
В годы Великой Отечественной войны деревня была оккупирована гитлеровскими войсками в июле 1941 года, освобождена в сентябре 1943 года.
В 1963 году Указом Президиума Верховного Совета РСФСР деревня Староселье переименована в Солнечную.

## Население
| 2024 |
| ---- |
| 40   |